# Jekelfalussy Lajos
Jekel- és margitfalvi Jekelfalussy Lajos (Szacsúr, 1848. október 1. – Lontó, 1911. július 22.) magyar katonatiszt, honvédelmi miniszter a második Wekerle-kormányban.

## Élete
1848. október 1-jén a Zemplén vármegyei Szacsúr községben született. Édesapja jekel- és margitfalvi Jekelfalussy Sándor (1823-1882), édesanyja, gróf tolnai Festetics Kamilla (1825-1903) volt. Apai nagyapja, Jekelfalussy József (1766 - 1826) császári és királyi kamarás 20.000 forinttal járult a Ludovika Akadémia alapításához és 10 – 10.000 forintot adományozott a Magyar Nemzeti Múzeum és a Nemzeti Színház céljaira. 1869. szeptember 16-án az eperjesi 37. számú honvédzászlóaljhoz avatták fel. 1869. október 24-én hadnaggyá nevezték ki. 1876-78 között a hadiiskola hallgatója volt. 
1879-80-ban tanár volt a Ludovika Akadémián, később a honvédelmi minisztérium ügyosztályára került. 1890-ben ezredessé, 1892. október 16-án a szatmári 12. honvédgyalogezred parancsnokává nevezték ki. Ekkor kapta elismerésül a Vaskorona-rendet. 1894-ben a debreceni 80. gyalogdandár parancsnoka volt. 1896-ban vezérőrnagy lett, három év múlva a székesfehérvári V. honvédkerület parancsnokává nevezték ki. 1901-ben a Lipót-renddel tüntette ki Ferenc József császár, majd 1905-ben császári és királyi altábornaggyá léptette elő. 1906-ban a zólyomi kerület képviselője lett az Országos Alkotmánypárt tagjaként, majd a második Wekerle-kormány  honvédelmi minisztere lett.  1911-ben halt meg, a lontói temető családi sírboltjába helyezték örök nyugalomra.

## Családja
Jekel- és margitfalvi Jekelfalussy Lajos 1873. december 10-én Veszprémben vette feleségül nemes mándi Márton Antal (- Veszprém, 1878.) királyi törvényszéki bíró és nemes kocsi Horváth Judit lányát, nemes mándi Márton Antóniát ( - Bécs, 1901. május 05.). Feleségének apai nagyapja Mándi Márton István (Iszkaszentgyörgy, 1760. november 23. – Pápa, 1831. szeptember 21.) tanár, filozófus és nyelvész, a Pápai Református Kollégium felvirágoztatója. Házasságukból egy gyermek született.
Gyermeke:
- István Fortunio Lajos (Veszprém, 1874. szeptember 27.[6] – )

## Származása
| jekel- és margitfalvi Jekelfalussy Lajos (Szacsúr, 1848. október 01. – Lontó, 1911. július 22.) magyar katonatiszt, honvédelmi miniszter a második Wekerle-kormányban | Apja: jekel- és margitfalvi Jekelfalussy Sándor (Szendrő, 1823. január 25. – Budapest, 1882. december 4.) | Apai nagyapja: jekel- és margitfalvi Jekelfalussy József (1766. január 29. – Feled, 1826. március 29.) császári és királyi kamarás, országgyűlési követ | Apai nagyapai dédapja: jekel- és margitfalvi Jekelfalussy János királyi testőr                                                                                                   |
| jekel- és margitfalvi Jekelfalussy Lajos (Szacsúr, 1848. október 01. – Lontó, 1911. július 22.) magyar katonatiszt, honvédelmi miniszter a második Wekerle-kormányban | Apja: jekel- és margitfalvi Jekelfalussy Sándor (Szendrő, 1823. január 25. – Budapest, 1882. december 4.) | Apai nagyapja: jekel- és margitfalvi Jekelfalussy József (1766. január 29. – Feled, 1826. március 29.) császári és királyi kamarás, országgyűlési követ | Apai nagyapai dédanyja: br. hernádvécsei és hajnácskeöi Vécsey Borbála |
| jekel- és margitfalvi Jekelfalussy Lajos (Szacsúr, 1848. október 01. – Lontó, 1911. július 22.) magyar katonatiszt, honvédelmi miniszter a második Wekerle-kormányban | Apja: jekel- és margitfalvi Jekelfalussy Sándor (Szendrő, 1823. január 25. – Budapest, 1882. december 4.) | Apai nagyanyja: gr. körösszeghi és adorjáni Csáky Anna Mária (1800. – Kassa, 1835. november 01.)                                                        | Apai nagyanyai dédapja: gr. körösszeghi és adorjáni Csáky János (Kassa, 1745. február 24. – Szendrő, 1806. szeptember 7.) császári és királyi kamarás, Kolozs vármegye főispánja |
| jekel- és margitfalvi Jekelfalussy Lajos (Szacsúr, 1848. október 01. – Lontó, 1911. július 22.) magyar katonatiszt, honvédelmi miniszter a második Wekerle-kormányban | Apja: jekel- és margitfalvi Jekelfalussy Sándor (Szendrő, 1823. január 25. – Budapest, 1882. december 4.) | Apai nagyanyja: gr. körösszeghi és adorjáni Csáky Anna Mária (1800. – Kassa, 1835. november 01.)                                                        | Apai nagyanyai dédanyja: jekel- és margitfalvi Jekelfalussy Terézia (Jekelfalva, 1774. február 17. – 1850.)                                                                      |
| jekel- és margitfalvi Jekelfalussy Lajos (Szacsúr, 1848. október 01. – Lontó, 1911. július 22.) magyar katonatiszt, honvédelmi miniszter a második Wekerle-kormányban | Anyja: gr. tolnai Festetics Kamilla Zsuzsanna (Hernádvécse, 1825. november 4. – Kende, 1903. május 17.)   | Anyai nagyapja: gr. tolnai Festetics Sándor Benedek (1791. március 21. - Szürtetéglás, 1862. december 9.) császári és királyi kamarás                   | Anyai nagyapai dédapja: gr. tolnai Festetics Ignác (Sopron, 1761. július 30. - 1826. június 22.)                                                                                 |
| jekel- és margitfalvi Jekelfalussy Lajos (Szacsúr, 1848. október 01. – Lontó, 1911. július 22.) magyar katonatiszt, honvédelmi miniszter a második Wekerle-kormányban | Anyja: gr. tolnai Festetics Kamilla Zsuzsanna (Hernádvécse, 1825. november 4. – Kende, 1903. május 17.)   | Anyai nagyapja: gr. tolnai Festetics Sándor Benedek (1791. március 21. - Szürtetéglás, 1862. december 9.) császári és királyi kamarás                   | Anyai nagyapai dédanyja: gr. németújvári Batthyány Franciska (1765. október 19. - Dunaföldvár, 1845. augusztus 22.)                                                              |
| jekel- és margitfalvi Jekelfalussy Lajos (Szacsúr, 1848. október 01. – Lontó, 1911. július 22.) magyar katonatiszt, honvédelmi miniszter a második Wekerle-kormányban | Anyja: gr. tolnai Festetics Kamilla Zsuzsanna (Hernádvécse, 1825. november 4. – Kende, 1903. május 17.)   | Anyai nagyanyja: br. hernádvécsei és hajnácskeöi Vécsey Konstancia (1800. október 28. - Szürtetéglás, 1879. augusztus 05.)                              | Anyai nagyanyai dédapja: br. hernádvécsei és hajnácskeöi Vécsey János (1755. december 13. - 1807.)                                                                               |
| jekel- és margitfalvi Jekelfalussy Lajos (Szacsúr, 1848. október 01. – Lontó, 1911. július 22.) magyar katonatiszt, honvédelmi miniszter a második Wekerle-kormányban | Anyja: gr. tolnai Festetics Kamilla Zsuzsanna (Hernádvécse, 1825. november 4. – Kende, 1903. május 17.)   | Anyai nagyanyja: br. hernádvécsei és hajnácskeöi Vécsey Konstancia (1800. október 28. - Szürtetéglás, 1879. augusztus 05.)                              | Anyai nagyanyai dédanyja: br. miháldi Splényi Zsuzsanna (1768. - Hernádvécse, 1845. február 20.)                                                                                 |